# Ange ou Démon (Manigance)
Ange ou Démon è l'album di debutto del gruppo musicale power metal francese Manigance.

## Tracce
1. En Mon Nom
2. Comme une Ombre
3. L'Ultime Seconde
4. Utopia (Strumentale)
5. Ange ou Démon
6. Fleurs du Mal
7. Dernier Hommage
8. Dès Mon Retour
9. Intégrité
10. Nomade
11. Désobéis
12. Messager

## Formazione
- Didier Delsaux - voce
- François Merle - chitarra
- Bruno Ramos - chitarra
- Marc Duffau - basso
- Florent Taillandier - tastiere
- Daniel Pouylau - batteria